# Tiszarád
Tiszarád ist eine ungarische Gemeinde im Kreis Kemecse im Komitat Szabolcs-Szatmár-Bereg.

## Geografische Lage
Tiszarád liegt sechs Kilometer nördlich der Stadt Kemecse. Nachbargemeinden sind  Vasmegyer und Nagyhalász.

## Wirtschaft
Tiszarád ist eine landwirtschaftlich geprägte Gemeinde. Hauptanbauprodukte sind Weizen, Mais, Paprika, Tomaten, Blumenkohl, Brokkoli und Zucchini.

## Sehenswürdigkeiten
- Reformierte Kirche, erbaut 1926

## Verkehr
Durch Tiszarád verläuft die Nebenstraße Nr. 38136. Der nächstgelegene Bahnhof befindet sich in Kemecse.